# Дебра Джо Ръп
Дебра Джо Ръп (на английски: Debra Jo Rupp) (родена на 24 февруари 1951 г.) е американска актриса. Най-известна е с ролята си на Кити Форман в ситкома „Шеметни години“.

## Филмография

### Филми
- 1988: „Голям“
- 1992: „Смъртта ѝ прилича“
- 1994: „Дивата река“
- 1996: „Сержант Билко“
- 1998: „Безчувственост“
- 2004: „Гарфилд“
- 2006: „Шпиони“
- 2006: „Децата на Въздушния Бъд“
- 2010: „Тя не ми е по джоба“
- 2012: „Тя ме иска“
- 2017: Fair Market Value

### Телевизия
- 1989: „Нюхарт“
- 1993: „Семейни въпроси“
- 1993: „Законът на Ел Ей“
- 1994: „Приключенията на Бриско Каунти младши“
- 1994: „Диагноза: Убийство“
- 1995: „Спешно отделение“
- 1995 – 1996: „Сайнфелд“
- 1996: „Карълайн в града“
- 1997 – 1998: „Приятели“
- 1997: „Седмото небе“
- 1997: „Докосване на ангел“
- 1998: „От Земята до Луната“
- 1998 – 2006: „Шеметни години“
- 2006: „Закон и ред: Специални разследвания“
- 2008: „Докато свят светува“
- 2010 – 2011: „С теб ми е добре“
- 2013: „Д-р Зоуи Харт“
- 2017: „Елементарно, Уотсън“
- 2017: „Ранчото“
- 2017: „Това сме ние“